# Spektr (station spatiale Mir)
Module de la Station Mir

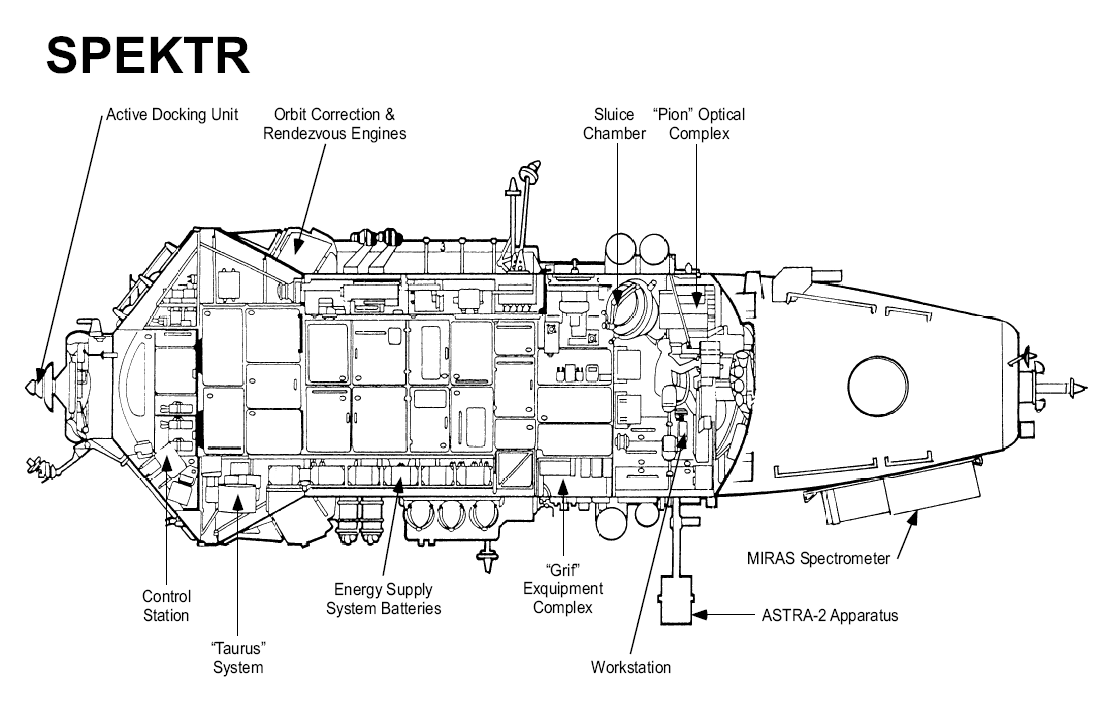
Configuration du module Spektr.

Spektr (Спектр en russe signifie « spectre ») est le cinquième module ajouté à la station spatiale Mir. Il est amené en orbite par une fusée Proton le 20 mai 1995 et l'amarrage à la station a lieu le 1er juin. Spektr est principalement conçu pour effectuer l'observation de la Terre et est équipé d'instruments pour l'étude de son atmosphère, de sa surface et des ressources naturelles. Les quatre panneaux solaires fixés sur le module permettent de fournir près de la moitié de l'énergie électrique nécessaire à la station. Le 25 juin 1997 il est endommagé lors le la collision avec un vaisseau de ravitaillement Progress, et il doit être condamné. À la suite de la désorbitation volontaire de la station spatiale le module est détruit le 23 mars 2001 au cours de la rentrée atmosphérique terrestre.

## Description
Le module Spektr devait être à l'origine une unité de recherche militaire mais avec la fin de la Guerre froide et la dissolution de l'Union soviétique en 1991, le programme spatial militaire est en grande partie arrêté. Bien qu'à cette période la réalisation du module soit bien avancée, sa construction est suspendue et le module est stocké. Un accord de coopération spatiale entre les États-Unis et la Russie est conclu en juillet 1993 avec l'objectif de préparer à plus long terme la construction d'une station spatiale internationale. La mise en place du programme Shuttle-Mir permet grâce à l'aide américaine d'achever la construction des modules Spektr et Priroda. La partie militaire est remplacée (à l'exception d'un spectromètre Phaza) par une mission civile de recherche et des expériences américaines sont intégrées dans le module.
Avec une masse d'environ 20 tonnes, 12 m de long et 4,1 m de diamètre, ce module est construit suivant le modèle des TKS tel que Kvant-2 et Kristall. Les objectifs du module ayant changé, la structure initiale est légèrement modifiée de façon à intégrer notamment deux panneaux solaires supplémentaires. Avec quatre panneaux solaires d'une superficie de 126 m2 et pouvant développer une puissance de 16 kW, Spektr devient le principal module de la station à fournir de l'énergie. Le module offre un volume d'environ 62 m3 et transporte de nombreuses expériences notamment près de 880 kg d'équipement américain principalement destiné à la recherche biomédicale.
Le module a pour principal objectif la surveillance et l'observation de la Terre. Il est pour cela équipé de divers instruments, notamment des spectromètres comme le Faza et Pheniks destinés à l'étude de l'atmosphère et de sa surface ou l'Astra-2 pour mesurer la composition des gaz à une altitude orbitale. Figurent aussi des détecteurs de rayons gamma et X (Tauruset Grif) pour mesurer les émissions lors des passages dans la ionosphère. L'instrument russe MIRAS, développé avec des équipes françaises et belges permet d'évaluer la distribution des lignes d'absorption dans l'atmosphère au lever et coucher du soleil. Le module intègre aussi un bras manipulateur de 2 mètres nommé Pelican permettant de récupérer de petits paquets d'un sas pour les poser sur des ancrages extérieurs et limiter ainsi les sorties extra véhiculaires des cosmonautes, chacune des combinaisons Orlan DMA étant limitée à 10 sorties.

## Lancement et installation

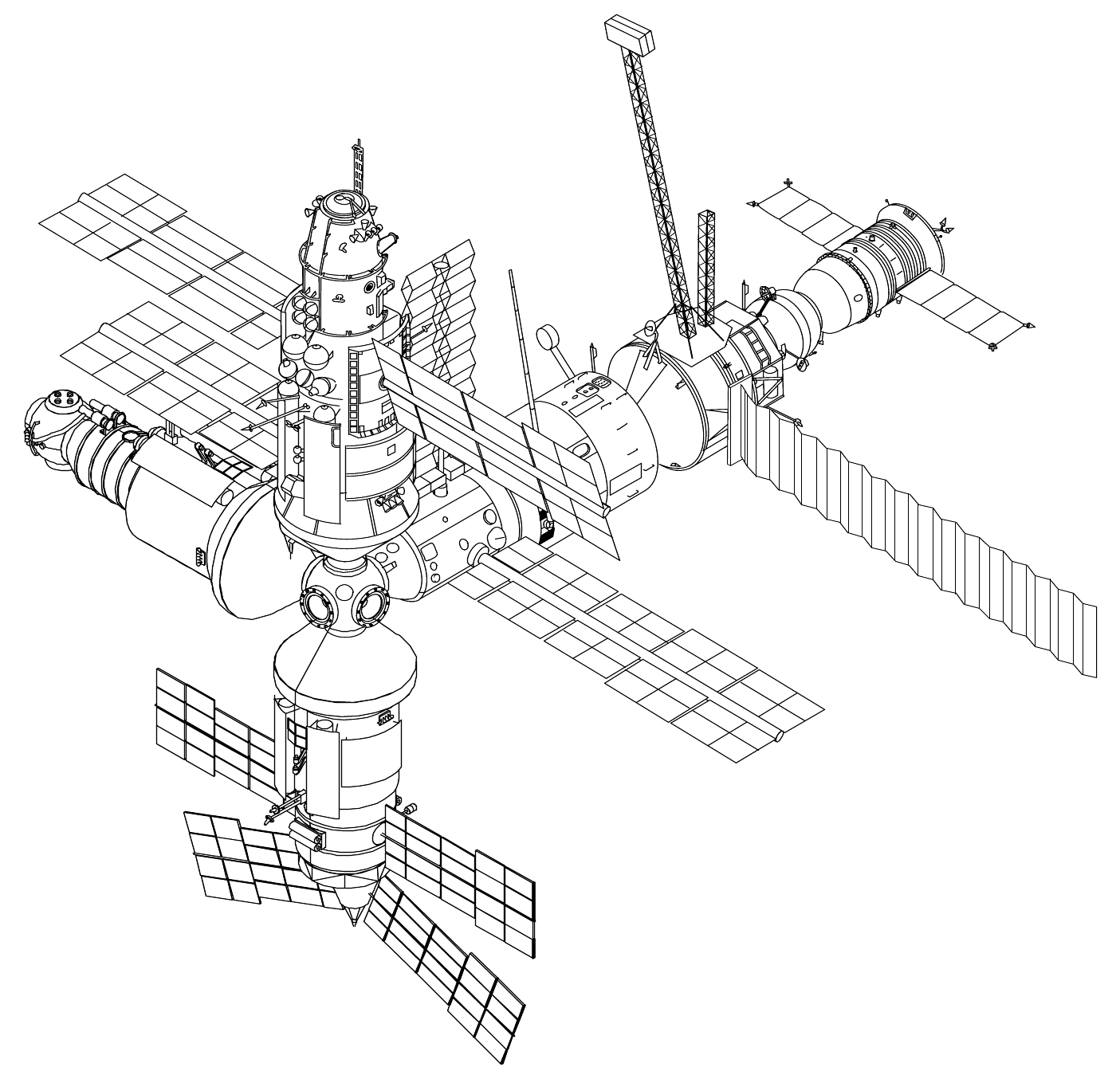
Le complexe Mir tel qu'il a été configuré pour permettre l'amarrage de Spektr et le déplacement ultérieur vers le port -Y. Spektr est représenté au bas du complexe dans cette orientation.

Le lancement de Spektr prévu en 1994 est reporté en février de l'année suivante, puis avril et finalement en mai. Des problèmes liés au transport et aux procédures d'entrée en Russie d'équipements provenant de la NASA sont principalement à l'origine de ces retards. Le module est lancé avec succès le 20 mai 1995 du Cosmodrome de Baïkonour à l'aide d'une fusée Proton. Spektr sera le premier nouveau module de la station à être opérationnel après l'effondrement de l'Union soviétique.
Les cosmonautes Vladimir Dejourov et Guennadi Strekalov à bord de Mir entament alors un ensemble de manœuvres afin d'accueillir Spektr, un panneau solaire est connecté sur le module Kvant, un autre plié et rangé sur Kristall, le Progress M-27 est désamarré et désorbité pour se consumer dans l'atmosphère terrestre. L'alimentation de Kristall est coupée et le module est détaché et placé sur un autre port le 27 mai puis l'adaptateur multi-ports est dépressurisé. Le rendez-vous de Spektr avec la station a lieu sans problème le 1er juin. À la suite de l'amarrage automatique plusieurs manœuvres ont été nécessaires au début du mois de juin.
Le module est en effet amarré provisoirement au port axial avant puis déplacé vers sa position définitive car cet accès doit être libre pour accueillir par la suite les vaisseaux Soyouz et Progress et il faut également disposer de suffisamment d'espace pour déployer les 4 panneaux solaires du module Spektr. Les bras manipulateurs Lyappa sont utilisés pour déplacer Spektr puis réinstaller Kristall dans sa position initiale.

## Collision avec le Progress

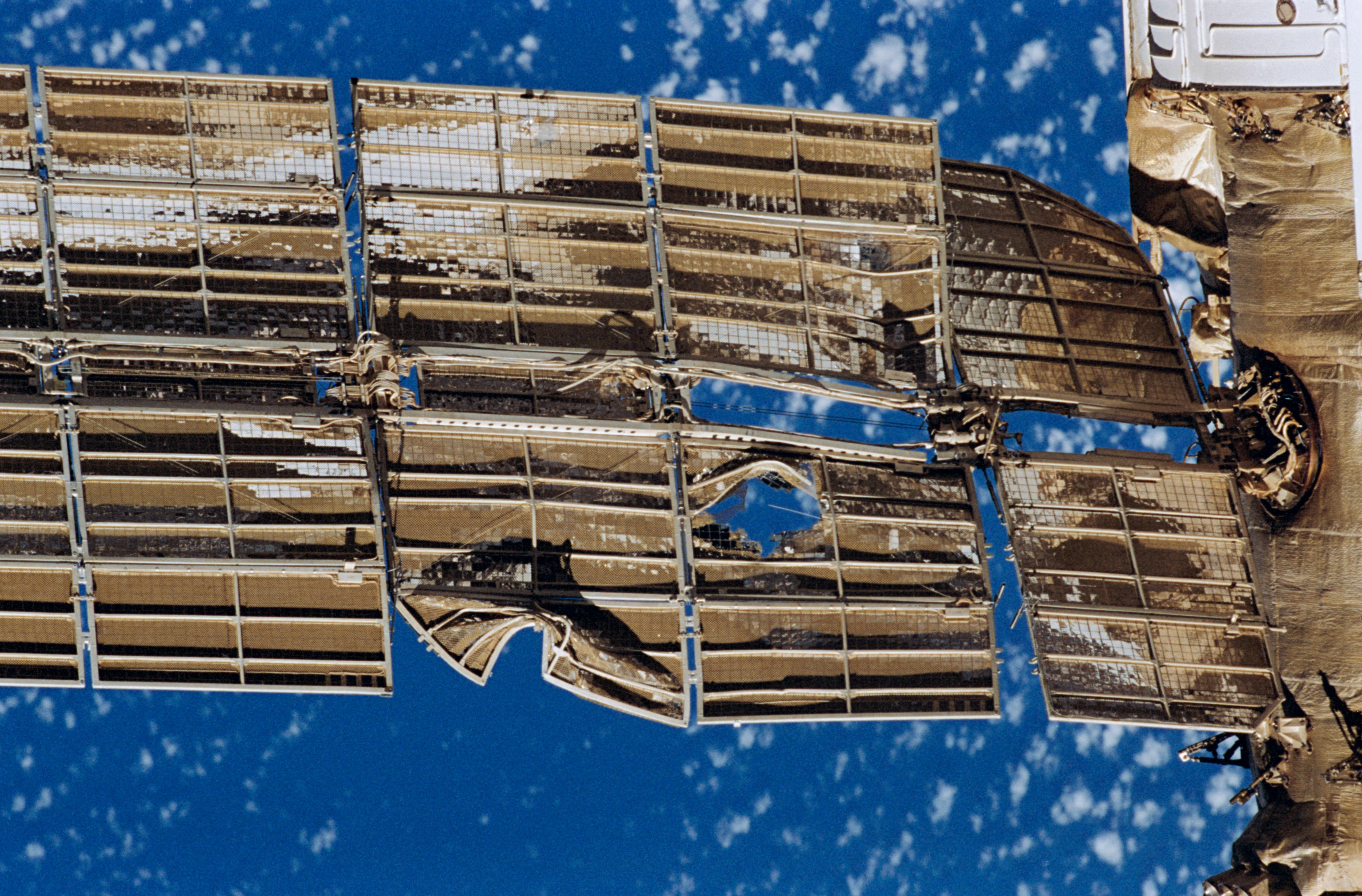
Panneau solaire de Spektr endommagé par le Progress.

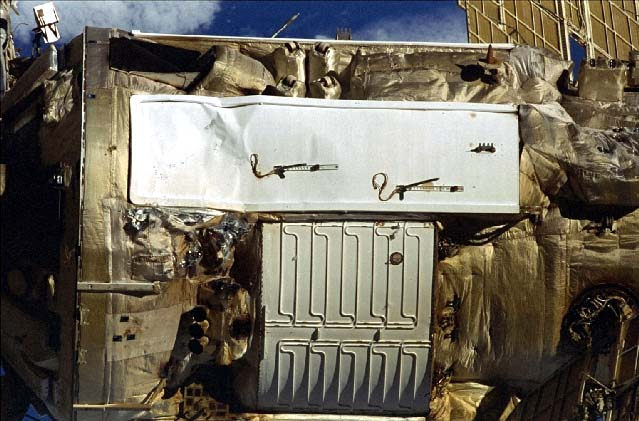
Vue du radiateur endommagé depuis la navette Atlantis (STS-86).

Le 25 juin 1997, lors d'un amarrage manuel avec le module Kvant-1, le véhicule de ravitaillement Progress M-34 vient heurter par deux fois la coque du module Spektr à la suite d'une erreur pour réduire sa vitesse d'approche. La collision endommage notamment un radiateur externe et l'un des panneaux solaires de Spektr. Le choc est suffisant pour créer une petite fuite qui entraîne progressivement la dépressurisation du module et de la station. Cette chute de pression représente un sérieux danger pour la vie de l'équipage. En cas de danger important ou d'accident, il est possible de quitter la station à bord du Soyouz TM-25, l'équipage tente cependant d'isoler rapidement le module Spektr en fermant l'écoutille du sas et évite ainsi la dépressurisation de l'ensemble de la station. Mais de nombreux câbles passent à cet endroit et doivent être sectionnés. La collision entraîne aussi une lente rotation de la station que l'équipage arrive finalement à stabiliser.
La pression à bord de la station est de 760 mmHg et chute progressivement d'environ 100 mmHg lors de l'accident, puis remonte et recouvre sa valeur deux jours plus tard. Cependant la pression dans le module Spektr est proche de celle du vide,. Au moment de la collision, Spektr est le plus important module générateur d'électricité de la station fournissant près de 40 % de l'énergie de la station. Les panneaux solaires endommagés ne peuvent pas fonctionner ou être orientés convenablement vers le soleil. Ce manque de puissance ne permet plus de faire fonctionner correctement l'ensemble des équipements et des expériences à bord. De plus, avec l'abandon de Spektr, la NASA perd de nombreuses expériences et équipements situés dans ce module. Pour préserver l'énergie électrique sur la station, l'équipage reçoit la consigne d'éteindre de nombreux systèmes à bord notamment sur les modules Kvant-2 et Kristall comme la ventilation, le générateur d'oxygène Elektron et l'épurateur Vozdukh qui gère le CO2. Le Progress est finalement éloigné de la station puis désorbité.
Une première tentative de réparation a lieu le 22 août dans le cadre de la mission Soyouz TM-26. Les cosmonautes Anatoli Soloviov et Pavel Vinogradov réalisent une sortie pour effectuer un accès intra-véhiculaire dans le module Spektr et après de nombreux efforts, ils réussissent à reconnecter les câbles sectionnés. Le courant électrique est en partie rétabli entre Spektr et la station et certains systèmes sont réactivés, comme la ventilation. Plus tard, Vinogradov accède à nouveau au module et y effectue le 20 octobre des réparations supplémentaires. En novembre, la station dispose alors de 85 % des capacités électriques disponibles avant la collision.

## Galerie

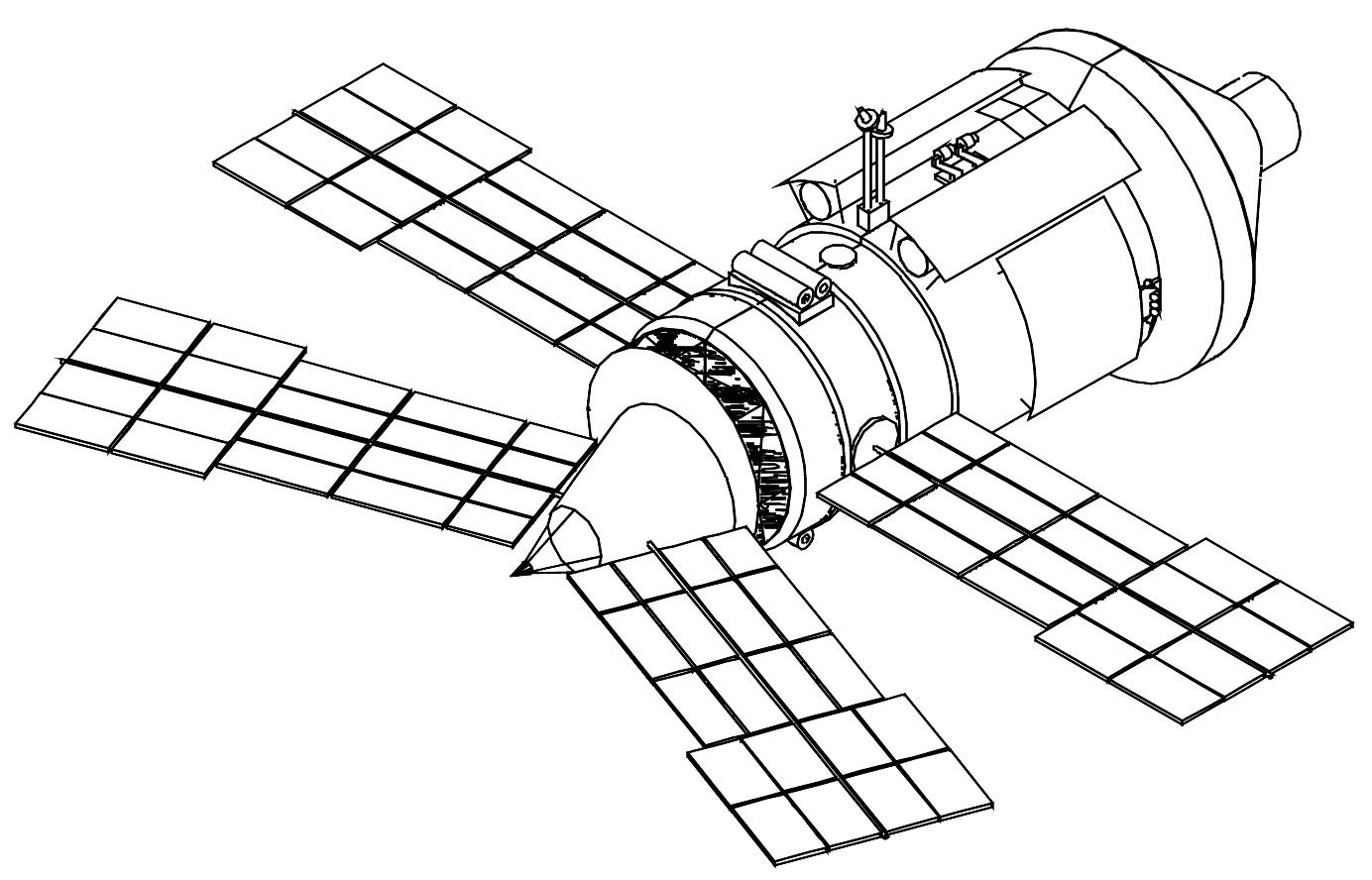
Vue schématique du module Spektr.
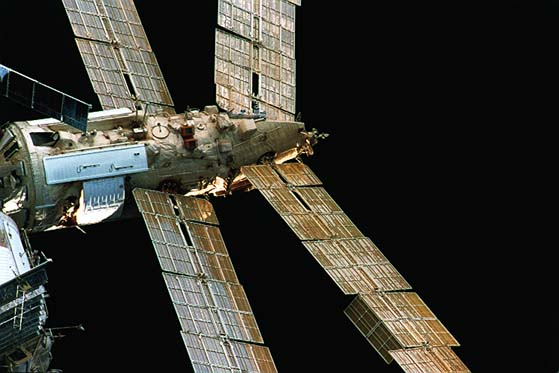
Vue du module Spektr durant la mission STS-79.
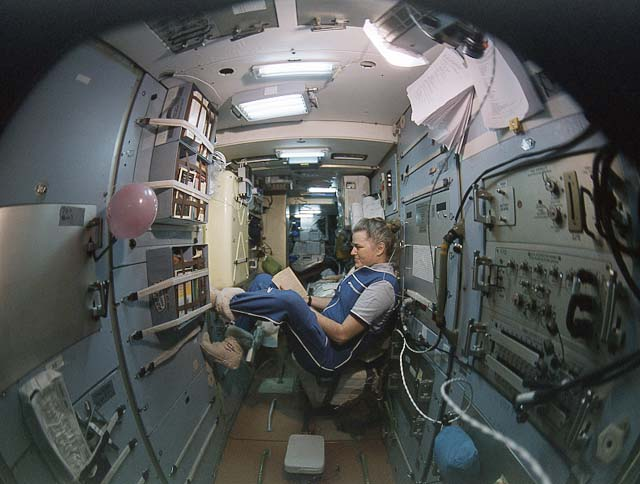
Intérieur du module Spektr.